# Pietro Cimara
Pietro Cimara (Roma, 10 novembre 1887 – Milano, 1º ottobre 1967) è stato un direttore d'orchestra, pianista e compositore italiano; fu un acclamato direttore d'orchestra ma, particolarmente, un bravo maestro sostituto, abile nel delicato compito di accompagnare al piano e preparare i cantanti verso una precisa ed espressiva interpretazione sia delle parti a solo che dei concertati di un'opera..

## Biografia
Nacque a Roma il 10 novembre 1887 da Giuseppe, prima guardia nobile del Vaticano, e da Giovanna Putti; era fratello maggiore degli attori Luigi Cimara e Giovanni Cimara.
Iscrittosi all'liceo musicale di Santa Cecilia studiò pianoforte con Oreste Pinelli e Alessandro Bustini e composizione con Stanislao Falchi e Ottorino Respighi. Collateralmente conseguì la laurea in giurisprudenza all'Università degli Studi di Roma "La Sapienza".
 Nella stagione lirica invernale del 1914-15 divenne maestro sostituto al Teatro Costanzi di Roma, dove poi debuttò come direttore d'orchestra ne "Il Trovatore" e "Carmen" il 4 aprile 1917, e dove rimase fino alla stagione 1919-20 per
"Pagliacci" e per il balletto "La fata delle bambole" (Die Puppenfee)" di Josef Bayer.

Nel frattempo, grazie ad alcuni concerti, si era fatto apprezzare dal pubblico romano come fine autore di composizioni da camera dotate di particolare vena melodica; si fece pure notare come abile accompagnatore al pianoforte di cantanti. Con il soprano Eva Tetrazzini, sorella della più famosa Luisa, nell'ottobre-novembre 1918 fece un applaudito giro di concerti in favore delle truppe, in teatri di Milano, Firenze e Verona e, con la medesima cantante intraprese dal settembre 1919 all'aprile 1920 una lunga tournée in Svizzera, Inghilterra, Irlanda e America del nord nel corso della quale si esibì sia come pianista solista che come accompagnatore.
Come maestro sostituto, negli anni 1918-19, aveva diretto, al «Teatro Costanzi» di Roma, al «Politeama» di Firenze e al «Teatro comunale di Bologna», le prime esecuzioni di "Frate sole", poema sinfonico con coro di Luigi Mancinelli. Per la stagione 1918-19 tornò al «Politeama» di Firenze a dirigere "Thais" e "La fanciulla del West". Nell'agosto 1919 all'«Arena di Verona» dirige Il "Figliol prodigo", nel 1920 è nuovamente al «Costanzi» con "La Bohème", "Pagliacci", "La Wally", e infine nel carnevale-quaresima del 1920-21, al "«Teatro Verdi»" di Trieste, come maestro alternativo, con "Falstaff", "I quatro rusteghi" e "Gioconda".
Nella stagione 1923-1924 al «Teatro Costanzi» dirige un acclamato "Mefistofele" con grandi interpreti come Tancredi Pasero, Francesco Merli e Maria Zamboni.
 Nel 1925 diresse al «Covent Garden» di Londra poi al «Teatro Colón» di Buenos Aires quindi al «San Francisco Opera» dove tornè varie volte dal 1932 al 1952. Nel 1928 entrò come maestro sostituto stabile al «Metropolitan Opera House» di New York dove svolse una instancabile attività fino al 1958 quando, sopraffatto da improvviso un malore mentre era sul podio a dirigere, nonché un successivo aggravamento lo obbligarono a ritornare in Italia. Morì a Milano il 1º ottobre 1967.

### Annotazioni
1. ↑  La partitura era stata inizialmente scritta come commento musicale di un film dato al «Teatro Augusteo» di Roma.

### Fonti
1. 1 2 3 4   Licia Donati, Pietro Cimara, in Dizionario biografico degli italiani, vol. 25, Roma, Istituto dell'Enciclopedia Italiana, 1981. URL consultato il 20 marzo 2024.
2. 1 2 3   Pietro Cimara, su Teatro dell'Opera di Roma - Archivio storico. URL consultato il 27 marzo 2024.